# Степовий Яків Степанович
Я́ків Степа́нович Степови́й (справжнє прізвище Якименко/Акименко, 8 (20) жовтня 1883 Харків — 4 листопада 1921, Київ) — український композитор, педагог і музичний критик. Молодший брат композитора Федора Якименка.

## Життєпис
Народився 1883 року в місті Харків. Батько Якова працював у церковному хорі, старший брат — Федір Якименко — навчався співу в Петербурзькій придворній капелі і згодом став відомим українським композитором.
Яків також був прийнятий до Петербурзької придворної капели, і за час перебування в капелі (1895–1902 рр.) оволодів професією диригента, навчився грати на фортепіано, кларнеті.
1909 року завершив Петербурзьку Консерваторію у класі Миколи Римського-Корсакова і Анатолія Лядова.
З початком Першої світової війни Степового мобілізують до Російської армії і призначають писарем санітарного поїзда.
В травні 1917 року композиторові вдалося звільнитись від осоружної служби в царській армії, і у тому ж році він став викладачем Київської консерваторії і керівником Музичної драми та Державного вокального ансамблю.
Після чергової концертної подорожі Степовий несподівано захворів на тиф і в 1921 році помер у Києві. Похований на Байковому кладовищі.

## Діяльність
Яків Степовий — представник української музичної інтелігенції першої чверті XX століття, один із фундаторів національної композиторської школи і продовжувач традицій Миколи Лисенка. Він — майстер солоспівів, хорових і фортепіанних творів, автор музичних збірок для дітей, а також — викладач Київської консерваторії, засновник Державного вокального квартету, завідувач секції національної музики у Всеукраїнському комітеті мистецтв, музично-просвітній діяч, пропагандист світової класики в Україні.
Збереглись спогади про композитора колишньої артистки Українського вокального ансамблю (спочатку квартету, а згодом октету) під керівництвом Якова Степового Олени Ахматової.

## Український вокальний ансамбль
Склад октету: В. Гужова, О. Суханова (сопрано), Т. О. Темірова-Буразера, О. Ахматова (мецо-сопрано), В. Соколинський, Г. Внуковський (тенори), Б. Вепринський, С. Папа-Афанасопуло (баси).

## Твори
- Солоспіви на слова Т. Шевченка, І. Франка, Лесі Українки, П. Тичини, М. Рильського та ін.;
- окремі цикли:
  - «Барвінки» на слова різних поетів
  - «Пісні настрою» на слова О. Олеся;
- для фортепіано:
  - соната,
  - прелюдія «Пам'яті Т. Г. Шевченка»
  - рондо,
  - фантазія,
  - цикл мініатюр,
  - три фуги[6];
- дві сюїти для оркестру на теми українських народних пісень,
- 50 обробок українських народних пісень для хору,
- вокальний цикл для дітей «Проліски»,
- збірка пісень для дітей на слова Шевченка «Кобзар»,
- опера «Невольник» за Шевченком.

## Записи творів Якова Степового
- Альбом проекту Павла Гуньки «Українські мистецькі пісні»
  - «Яків Степовий» / (Yakiv Stepovyi, 2 CDs, 55 творів, 2010).

## Вшанування
Ім'я Степового в 1921 році було присвоєне заснованому ним Державному вокальному ансамблю. У 1969 році на його честь було названо вулицю в Києві. Ім'я Степового має Київська дитяча музична школа № 1 на вул. Сагайдачного, 39.